# Peponocephala electra
Il peponocefalo (Peponocephala electra) è un cetaceo della famiglia Delphinidae (Delphinidae). È strettamente imparentato con la feresa e con i globicefali. Il peponocefalo è largamente diffuso in tutte le acque tropicali del mondo, sebbene non venga spesso avvistato dall'uomo a causa della sua preferenza per le acque profonde.

## Tassonomia
A causa della sua inaccessibilità (la maggior parte dei dati scientifici provengono dagli spiaggiamenti di massa) questa specie è scarsamente conosciuta. Fino al 1966 era classificata nel genere Lagenorhynchus. Gli scienziati riclassificarono poi la creatura in un genere monospecifico, Peponocephala.

## Descrizione

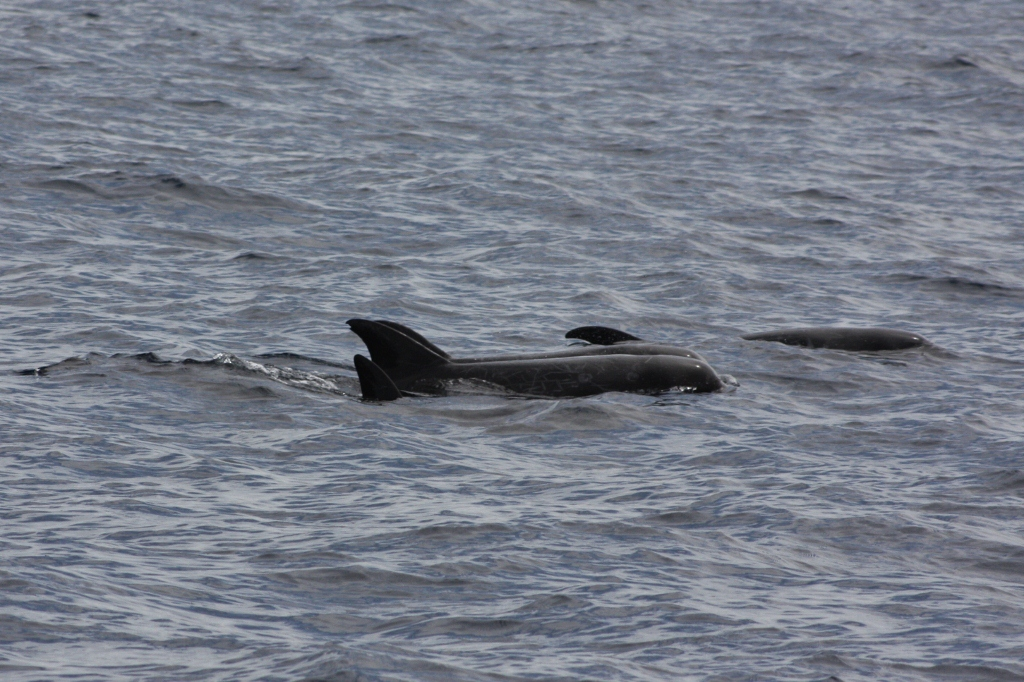
Pinna dorsale del peponocefalo

Il peponocefalo ha la forma del corpo piuttosto simile ad un siluro. Il corpo è più o meno uniformemente grigio chiaro ad eccezione di una faccia grigio scuro - a volte chiamata "maschera". Le pinne pettorali sono lunghe e appuntite. La pinna dorsale è bassa con l'estremità appuntita - reminiscenza della sua cugina orca. Quando è vista di profilo la testa non è così arrotondata come quella della feresa e questo fatto può risultare adatto per una giusta identificazione.
Questo delfinide è capace di nuotare molto rapidamente, particolarmente quando viene sorpreso. Quando nuota così spesso esegue brevi balzi ad una piccola altezza sulla superficie del mare, provocando molti schizzi. Si raggruppano solitamente in grande numero (da un minimo di 100 e possibilmente ad un massimo di 1000 in rare occasioni) e talvolta si spiaggiano insieme.
Pesa circa 10-15 chilogrammi ed è lungo 1 metro alla nascita. Un adulto cresce fino a 3 metri di lunghezza e può pesare più di 200 chilogrammi. La durata della vita di questi delfini è di quasi 20 anni e probabilmente più di 30 per le femmine.
La loro dieta principale è costituita da calamari.

## Popolazione e distribuzione
Il peponocefalo è molto diffuso al largo di tutti gli oceani tropicali e sub-tropicali del mondo. Ai margini settentrionali del suo areale è possibile trovarla nelle correnti calde delle acque temperate; per esempio ci sono stati degli insospettati avvistamenti al largo delle coste meridionali dell'Irlanda. Comunque normalmente vive oltre la piattaforma continentale tra i 20° S e i 20° N. Le Hawaii e Cebu, nelle Filippine, sono luoghi favorevoli per vedere questo delfino, là dove la piattaforma continentale è più stretta. Sebbene non esistano dati specifici la specie non dovrebbe essere migratrice come gli altri animali della sua sottofamiglia.